# Church of the Holy Ascension
De Church of the Holy Ascension (Kerk van de Heilige Hemelvaart) is een Russisch-orthodoxe kerk op het eiland Unalaska in de Amerikaanse staat Alaska en werd in 1826 gebouwd door de Russian American Fur Company. Het speelde een belangrijke rol in de evangelisatie van het (destijds) Russisch deel van Alaska. In 1970 verkreeg het de status National Historic Landmark.
Het gebouw werd in 1998 gerestaureerd.
De kerk valt jurisdictioneel onder de Orthodox Church in America en valt daarbinnen onder het Diocees van Alaska.